# Sabino Romero Izarra
Sabino Romero Izarra (- 3 de març de 2013) va ser un líder indígena veneçolà pertanyent al poble yukpa i lluitador pels drets indígenes, assassinat en març de 2013.

## Biografia
Sabino Romero era cacic de la comunitat de Chaktapa, fundada en els anys 70 en terres limítrofes a hisendes ramaderes per indígenes de la conca alta del riu Yaza de la sierra de Perijá, a l'estat Zulia i que anteriorment era la hisenda Tizina, que van ocupar o van recuperar, al·legant que aquestes terres els pertanyen al poble yukpa des de temps ancestrals. Es creu que des de llavors, el conflicte entre ramaders i indígenes ha anat in crescendo.
L'any 2009, el govern de Veneçuela va fer lliurament de títols de propietat de terres a aquests indígenes, per considerar que "els pobles Yukpa de la Sierra de Perijá els han estat esperant molt de temps". No obstant això, moltes de les terres atorgades en termes de propietat col·lectiva al poble yukpa es troben ocupades per hisendes de bestiar i el govern no ha honrat oportunament la indemnització de tercers prevista per la Llei orgànica de Pobles i Comunitats Indígenes, amb el que la conflicte entre ramaders i indígenes es va aguditzar. Existeixen acusacions de part i part amb relació a robatori de bestiar, amenaces de mort i ocupació de terres.
A més de la presència de finques ramaderes en aquestes terres, en elles s'havien donat concessions mineres per a l'explotació de carbó i altres minerals, aquestes concessions a empreses trasnacionales i a consorcis mixtos no s'han anul·lat com sol·liciten els indígenes i diverses organitzacions ambientalistes. Sabino Romero va ser un qüestionador de la política minera de l'estat veneçolà en les seves terres ancestrals.

### Mort
En la nit del 3 de març de 2013, Romero va ser assassinat en sortir d'una activitat en la comunitat del Tokuko, a la Sierra de Perijá, municipi Machiques de Perijá de l'estat Zulia. La seva esposa, Lucía Martínez i un infant nounat van ser ferits en l'incident.